# Challenge des champions 1960
Navigation
Paris 1959 Marseille 1961
Le Challenge des champions 1960 est la sixième édition du Challenge des champions, épreuve qui oppose le champion de France au vainqueur de la Coupe de France. Disputée le 1er juin 1960 au Stade Malakoff à Nantes en France devant 15 289 spectateurs, la rencontre est remportée par le Stade de Reims contre l'AS Monaco sur le score de 6-2, 3-0 à la mi-temps. L'arbitre de la rencontre est M. Marcel Bois.

## Participants
La rencontre oppose le Stade de Reims à l'AS Monaco. Les Rémois se qualifient au titre de leur victoire en Championnat de France de football 1959-1960 et les Monégasques se qualifient pour le Challenge des champions grâce à leur victoire en Coupe de France de football 1959-1960. 

## Rencontre
Roger Piantoni ouvre le score 1-0 pour Reims à la 9e minute de jeu, Lucien Muller creuse l'écart à 2-0 à la 37e minute sur pénalty pour les Rémois et Bobby Siatka clos le score à 3-0 deux minutes avant la mi-temps. Piantoni et Siatka signent respectivement un doublé à la 55e minute puis 68e minute, pour porter le score à 5-0. Le Monégasque Karimou Djibrill réduit l'écart à 5-1 à la 77e minute. Muller est le troisième joueur de la rencontre à réaliser un doublé à la suite d'un pénalty transformé à huit minute du terme du match. Djibrill participe à la fête en marquant un second but à la 87e minute.
Les huit buts inscrits dans le match le sont par quatre joueurs, qui réalisent chacun un doublé et Reims l'emporte 6-2 sur Monaco.

## Feuille de match
| 1er juin 1960 | Stade de Reims                                                  | 6 - 2   | AS Monaco                | Stade Malakoff, Nantes                       |                                              |
|               | Piantoni 9e 55e · Muller 37e (pen.) 82e (pen.) · Siatka 43e 68e | (3 - 0) | 77e 87e Karimou Djibrill | Spectateurs : 15 289 Arbitrage : Marcel Bois | Spectateurs : 15 289 Arbitrage : Marcel Bois |

| Reims | Monaco |

|              | Gardien de but | Dominique Colonna     |
|              | D              | Jean Wendling         |
|              | D              | Robert Jonquet        |
|              | D              | Bruno Rodzik          |
|              | M              | Robert Siatka         |
|              | M              | Lucien Muller         |
|              | M              | Michel Leblond        |
|              | A              | Roger Piantoni        |
|              | A              | Raymond Kopa          |
|              | A              | Dominique Rustichelli |
|              | A              | Jean Vincent          |
| Entraineur : |                |                       |
|              | Albert Batteux |                       |

|              | Gardien de but | Enrico Alberto   |
|              | D              | Raymond Kaelbel  |
|              | D              | Marcel Nowak     |
|              | D              | Georges Thomas   |
|              | M              | Henri Biancheri  |
|              | M              | Michel Hidalgo   |
|              | A              | Karimou Djibrill |
|              | A              | Bert Carlier     |
|              | A              | Lucien Cossou    |
|              | A              | André Hess       |
|              | ?              | Pays inconnu     |
| Entraineur : |                |                  |
|              | Lucien Leduc   |                  |